# Wiedingen
Wiedingen (niederdeutsch: Wiegen) ist ein Ortsteil der Stadt Soltau im Landkreis Heidekreis in Niedersachsen. Die Ortschaft hat ca. 120 Einwohner.

## Geografie
Wiedingen liegt in der Lüneburger Heide nordwestlich von Soltau am Fluss Soltau.
Zu Wiedingen gehören die Weiler Ellingen, Wieheholz und Falshorn. Im Wiedinger Weiler Wieheholz befindet sich die alte Landwehr Wall to dem Wieholte.

## Geschichte
Die Schlacht bei Soltau, die letzte bekannte Ritterschlacht, fand am 28. Juni 1519 bei Wieheholz (Wiedingen) statt. Im Dreißigjährigen Krieg verlief durch Ellingen die schwedische Grenze.
Am 1. März 1974 wurde Wiedingen in die Stadt Soltau eingegliedert.

## Politik
Ortsvorsteherin ist Doris Heiden.

## Wirtschaft und Infrastruktur
Wiedingen liegt an der Bundesstraße 71. Der Ortsteil besaß an der Bahnstrecke Soltau–Neuenkirchen einen Haltepunkt (bis zur Stilllegung der Bahnstrecke). Heute wird der öffentliche Nahverkehr mit der Buslinie 200(/205) durchgeführt.
Medien:
- Die Fernsehserie Die Kinder vom Alstertal wurde ab der dritten Staffel auf dem Menkenhof in Wiedingen gedreht.

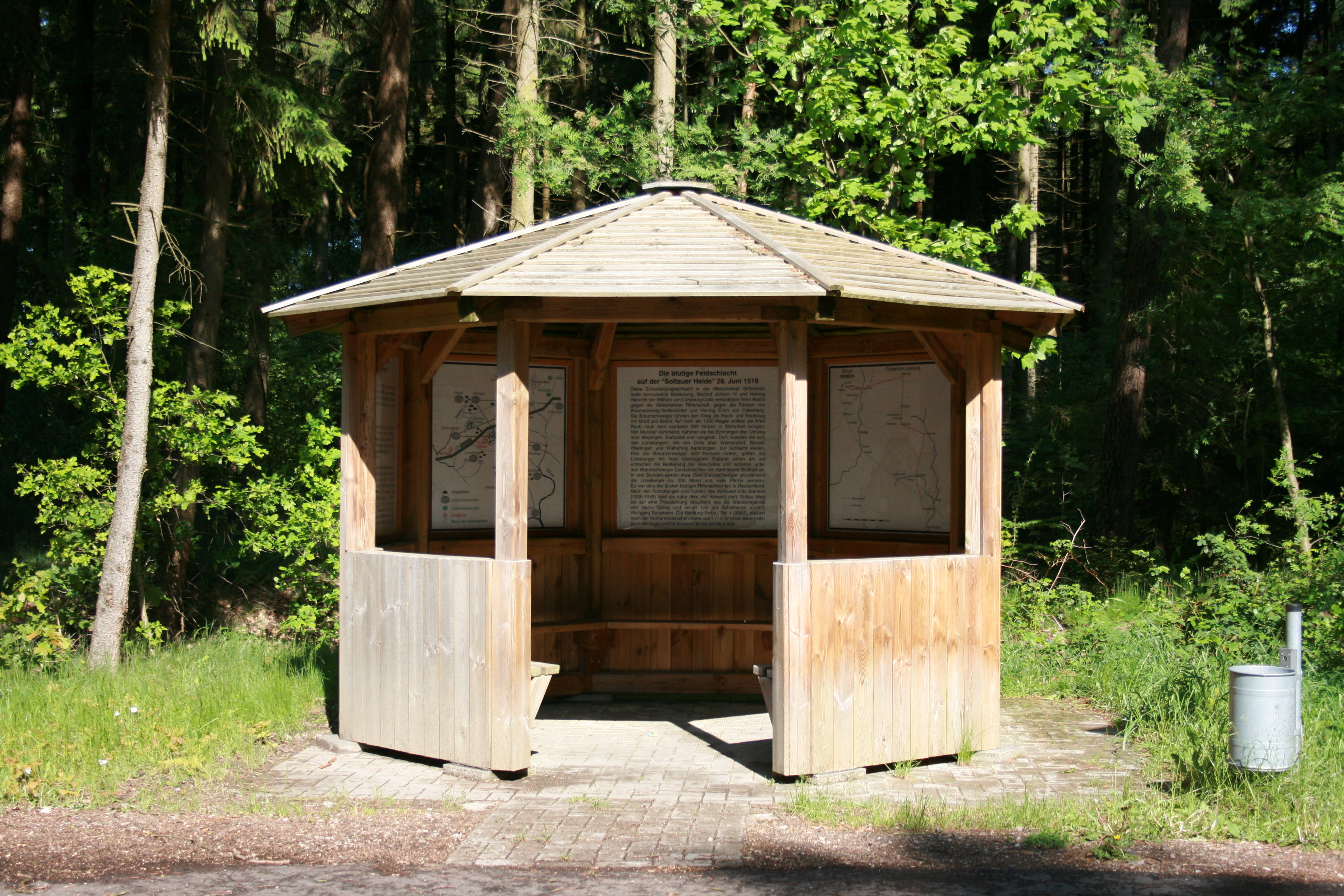
Informationsstätte zur Schlacht bei Soltau
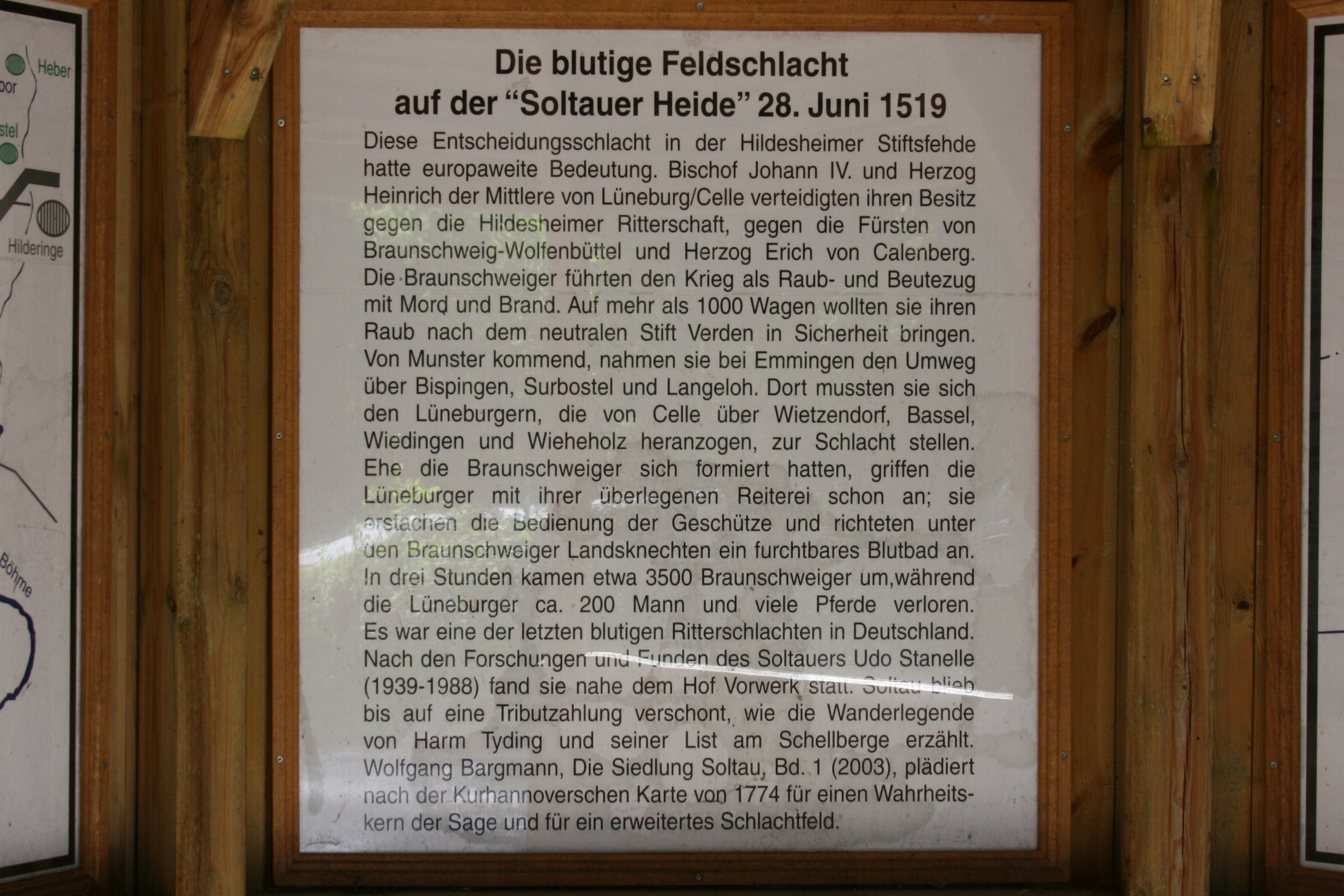
Informationstafel
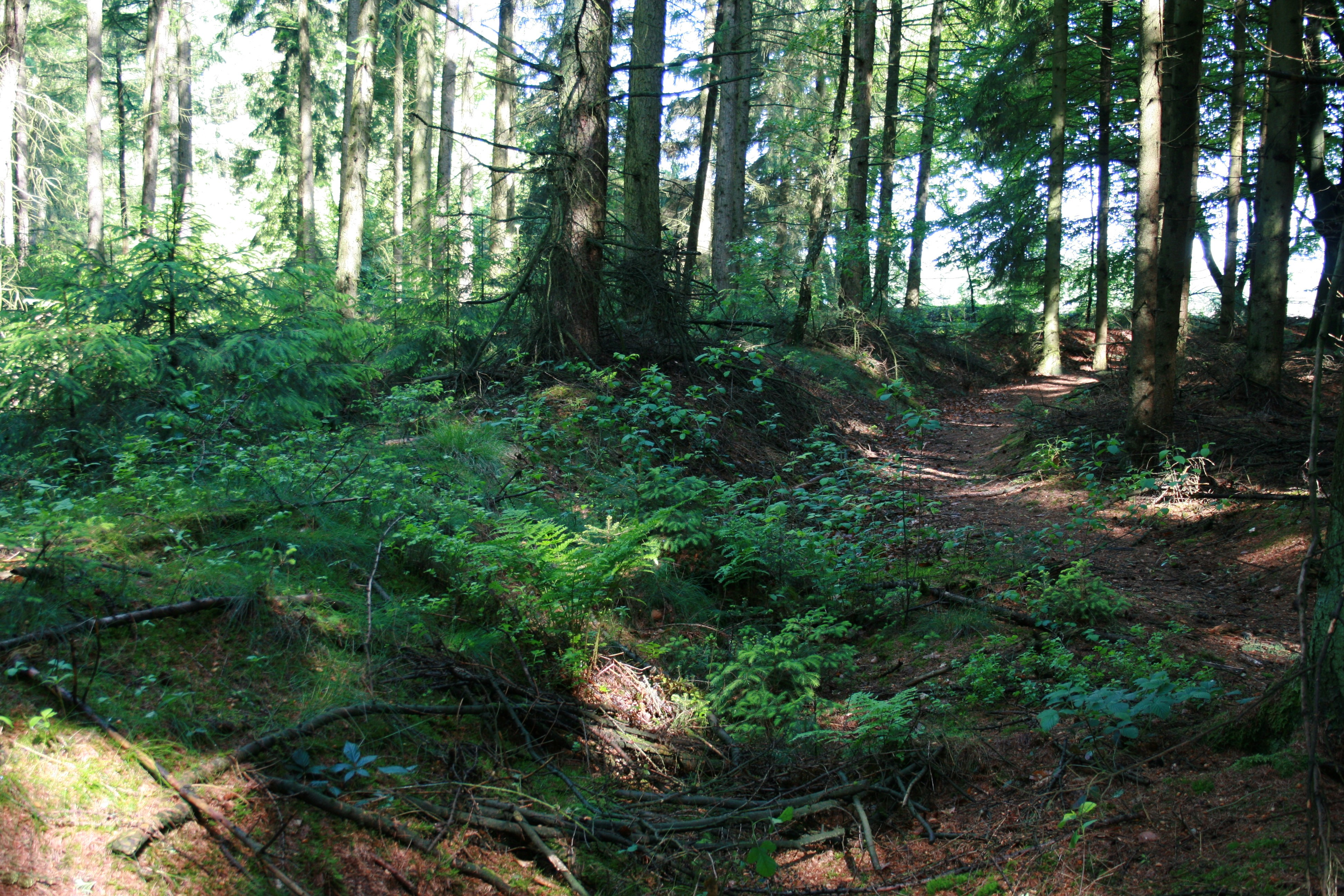
Landwehr in Wieheholz
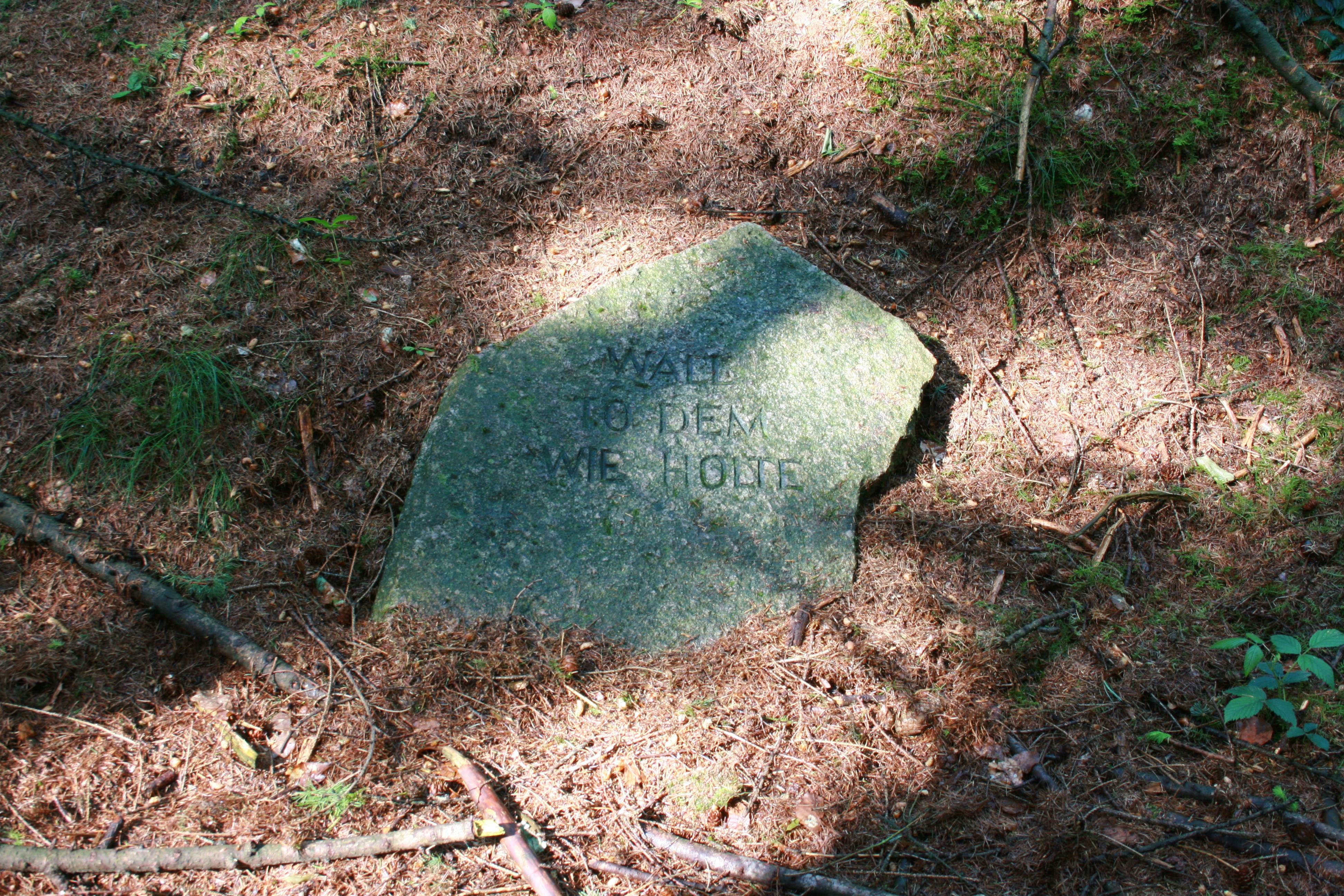
Gedenkstein für den Wall to dem Wieholte
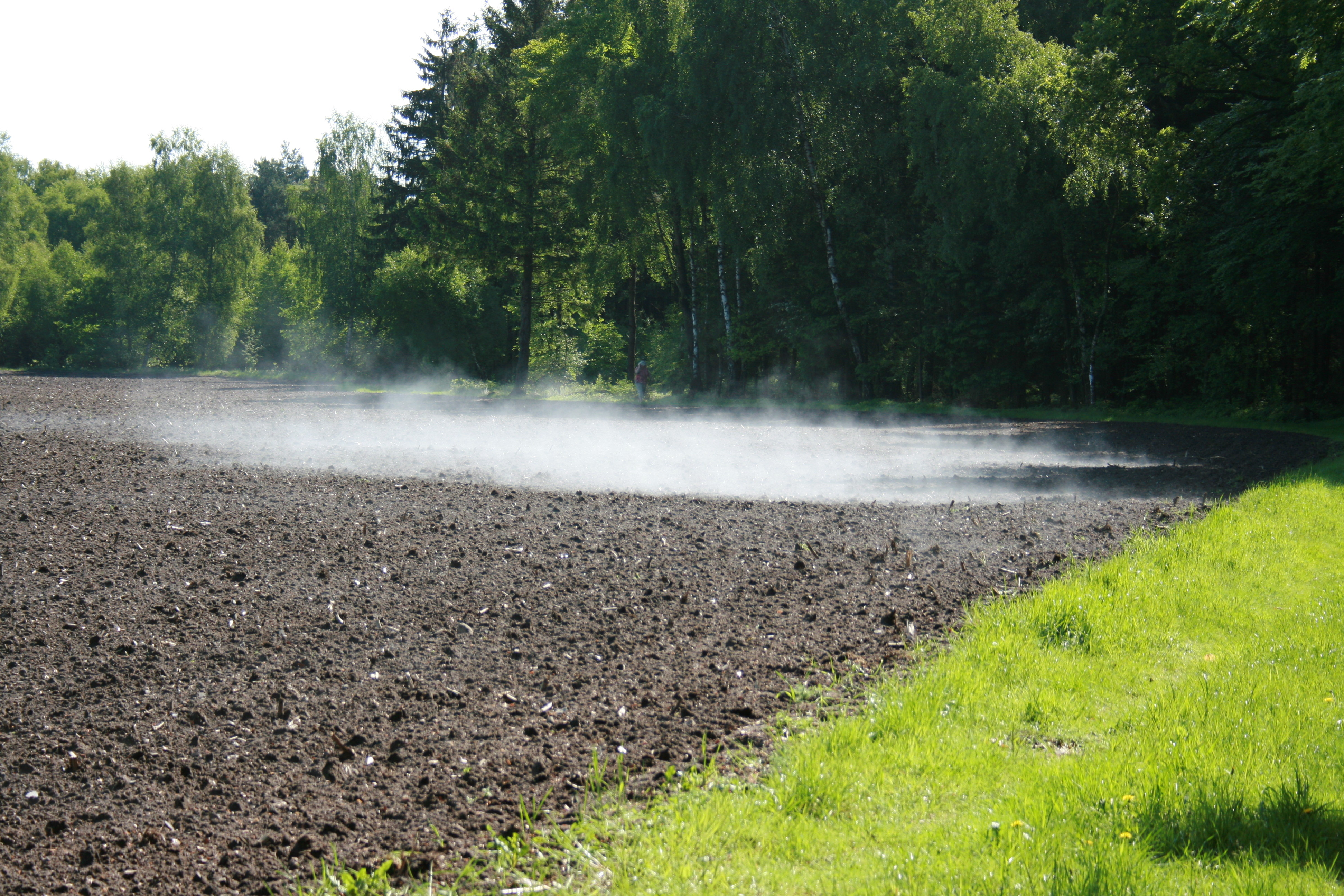
Landwirtschaft in Wiedingen

## Sehenswürdigkeiten
In der Liste der Baudenkmale in Soltau sind für Wiedingen vier Baudenkmale aufgeführt.